# Odyssey Re
Odyssey Re ist ein global tätiges US-amerikanisches Rückversicherungsunternehmen mit Sitz in Stamford, Connecticut. Das auf Schaden- und Unfallrückversicherung spezialisierte Unternehmen ist über die Odyssey Group, zu der auch die Erstversicherungsgruppe Hudson Insurance Group gehört, eine Tochter des kanadischen Unternehmens Fairfax Financial.

## Geschichte und Hintergrund
Odyssey Re wurde 1996 gegründet. Nachdem Fairfax Financial bereits 73 % der Unternehmensanteile besaß, wurde der Anteil im Oktober 2009 weiter ausgebaut und in der Folge ein Delisting von der New York Stock Exchange angekündigt. Ende 2021 veräußerte Fairfax Financial knapp 10 % der Unternehmensanteile, je 4,995 % wurden für insgesamt ca. 900 Mio. US-Dollar (heute ca. 900 Mio. US-Dollar) an die kanadischen Pensionsfonds CPPIB Credit Investments bzw. OMERS verkauft.
Neben dem Hauptsitz in Stamford, Connecticut, ist Odyssey Re mit 14 Niederlassungen weltweit präsent. Rückversicherungen werden in erster Linie über die Odyssey Reinsurance Company gezeichnet, zudem steht die Odyssey Re Europe als Risikoträger zur Verfügung.